# Fabricio Ortiz
Fabricio Ortiz (Casilda, Santa Fe, Argentina; 17 de marzo de 1990) es un futbolista argentino. Se desempeña como defensor central y su equipo actual es Club Atlético Porteño de la Serie B.

## Clubes
| Club                     | País           | Año            |
| ------------------------ | -------------- | -------------- |
| Vélez Sarsfield          | Argentina      | 2006 - 2011    |
| Misano FC                | Italia         | 2011 - 2012    |
| Alumni                   | Argentina      | 2013 - 2014    |
| Jacksonville Armada      | Estados Unidos | 2014 - 2015    |
| Fort Lauderdale Strikers | Estados Unidos | 2015 - 2016    |
| Chivas USA Academy       | Estados Unidos | 2016 - 2017    |
| Al-Aqaba SC              | Jordania       | 2017 - 2018    |
| Gokulam Kerala FC        | India          | 2018 - 2019    |
| Club Atlético Porteño    | Ecuador        | 2019- Presente |

- Datos: Q21411048